# 아카칼리스
아카칼리스(Acacalis)는 그리스 신화에 나오는 미노스의 딸이다. 크레타의 왕 미노스가 태양의 신 헬리오스의 딸 파시파에와의 사이에서 낳은 딸이다. 아카칼리스가 신과 결합해 낳은 아들들이 자라서 그리스 근방의 섬과 도시들에 이름을 준 조상이 되었다는 다양한 신화들이 고대 사료들을 통해 전해 내려오고 있다. 고대 크레타 섬 사람들은 아카칼리스가 헤르메스 신과의 사이에서 아들 키돈을 낳았다고 믿었다. 키돈은 훗날 크레타 섬 북서부 연안의 키도니아 시를 건설하였다고 한다.